# Кенозис
Кенозис (грец. κένωσις — спустошення, виснаження; грец. κενός — порожнеча) — християнський богословський термін, що означає Божественне самоприниження Христа через прийняття людської природи аж до вільного хресного страждання і смерті. Термін взятий з Фил 2:7: «Принизив [εκένωσεν] Себе Самого, прийнявши образ раба...»

## Кенозис в христології
Кенозис являє собою концепцію, яка розуміє «приниження» власної волі і всебічний послух досконалій волі Бога. Саме так пояснюється втілення Христа і саме так здійснюється його наслідування. У своїй роботі «Темна ніч душі» теолог-містик Іван Хреста показав процес уподібнення християнина «іконі» Христа (пор. 1 М. 1:26 «Створімо людину за образом [ LXX грец. κατ εικόνα) ] Нашим»).
Дана доктрина прагне пояснити те, що Бог, який перебуває над часом і простором, втілився у часі і просторі: Син Божий зрікся Своїх Божественних властивостей для того, щоб прийняти людську природу. Зокрема, Він не міг би стати воістину людиною, маючи такі Божественні якості, як всевідання, всемогутність, а також вічність, нескінченність і незмінність. Це було зроблено лише тимчасово, до Вознесіння.
У Фил 2:5-8 показано, що Ісус добровільно прийняв образ раба, приховавши Свою Божественну славу (яка, тим не менш, з'явилася незадовго до Голгофских страждань під час Преображення Господнього).
Кенотина христологія ґрунтується на кількох місцях Писання, де:
- Ісус говорить, що Він не благий, бо благ тільки Бог-Отець (Мк 10:18, Лк 18:19, Мф 19:17);
- сказано, що Ісус не знав часу Свого Другого Пришестя, тобто не був всюдисущим (Мк 13:32, Мф 24:36);
- Христос прийшов не для того, щоб Йому служили, але щоб послужити багатьом (Мк 10:45).

## Ідея кенозису в православ'ї
В православ'ї ідея кенозису відноситься скоріше не до христології, а до пневматології. Крім того, у даному контексті особливого значення набуває ще одне поняття — теозис, або обоження, освячення благодаттю людини, яка таким чином також бере участь в спасінні. Слід розрізняти, однак, теозис і ставання Самим Богом (що, по суті, було б пантеїзмом). Теозис — це уподібнення Богу, єднання з Ним за допомогою благодаті. У свою чергу, кенозис є зречення себе яке натомість наповнює людину Божественною благодаттю і з'єднує з Богом.
Отже, Христове самоприниження — найпрекрасніший вияв любові (1Ів 4:10). Коли Христос прийшов у цей грішний світ, Він не мав багатства і слави (2Кор 8:9), піддався глузуванням, спокусам і випробуванням (Євр. 4:15, Євр. 5:7-8), переносив страждання по людській природі (Лк 4:2), у всьому уподібнившись людині крім гріха (Євр. 4:16), був покинутий Богом (Мф 27:46), був засуджений як злочинець, що перетерпів смерть і поховання (Мф 27:60), взявши на Себе наші гріхи (1 Петр. 2:24) і відновивши людську природу для оновленої життя з Богом (Рим. 6:3). Так і християни, бажаючи жити за Євангелієм, відрікаються себе і несуть хрест свій з радістю (Лк 9:23), не захоплюючись благами світу цього, привілеями, багатством, задоволеннями.
Все це наочно виразилося в досить жорстких і строгих вимогах у православ'ї які закликають до покаяння і благочестивого способу життя (пустельництво та ін). Кенотичний характер руського православ'я ознаменувався появою перших руських святих — Бориса і Гліба — як страстотерпців і мучеників за віру, тобто саме як кенотичних наслідувачів Христа. 
У сфері моралі і благочестивого способу життя вчені ченці безпосередньо продовжили святоотцівську і давньоруську традицію, розвинувши її через апостольський заповіт «розп'яття світом» (Гал. 6:14) і затвердивши вільний від будь-якого зовнішнього, матеріального тиску стиль поведінки, який передбачав постійну смиренно-безстрашну готовність постраждати за православну віру, тобто мужність і жертовність, яку мали християни перших століть.
Социніани, Христадельфіанці та інші унітарії вважають, що фраза «але принизив Себе Самого, прийнявши образ раба», відноситься до життя Ісуса Христа, а не до його народження. Таким чином, кенозис (приниження) є прикладом для християн.